# Деметре Гуриели
Деметре Гуриели (груз. დემეტრე გურიელი, ум. около 1668) — владетельный князь (мтавар) Гурии в 1658—1668 годах, царь Имеретии в 1663—1664 годах. Его правление в Гурии, как и в Имеретии, было результатом переворотов, происходивших в условиях хаоса междоусобиц и войн, бушевавших в этих западных грузинских государствах. Пребывание в качестве царя в Имеретии завершилось для Деметре низложением и ослеплением.

## Биография
Деметре относился к княжескому роду Гуриели, правившему в Гурии. Его происхождение прямо не засвидетельствовано в сохранившихся хрониках и документах. Деметре, по-видимому, был сыном Симона I Гуриели, отцеубийцы, который был свергнут и ослеплён в 1626 году. Деметре появился на страницах истории в 1658 году, когда он был поставлен править в Гурии имеретинским царём Александром III. Он сменил на этом месте Кайхосро I Гуриели, своего родственника, которого Александр III сверг и отправил в ссылку в Константинополь. Будучи прежде православным монахом, Димитрий вознаградил церковь за снятие с себя монашеских обетов, передав церковь Спасителя в Акети в качестве подворья (метоха) патриаршему престолу в Бичвинте. В 1660 году Кайхосро I при поддержке османов вернулся в Гурию и вынудил Деметре бежать в Имеретию, однако, вскоре был убит князем Мачутадзе.
В конфликте с Кайхосро I Деметре опирался на Вамеха III Дадиани, честолюбивого мегрельского князя (недолгое время в 1661 году бывшего также царём Имеретии), которого он в итоге предал и перешёл на сторону картлийского царя Вахтанга V, вмешавшегося в хаос войны в Имеретии в 1661 году. В ходе череды переворотов часть имеретинской знати признала Деметре царём Имеретии после отречения в 1663 году Арчила, сына Вахтанга V. Однако правление Деметре оказалось недолгим: имеретинцы поймали его, ослепили и изгнали, восстановив на престоле Баграта V. Согласно грузинскому историку XVIII века князю Вахушти Багратиони, окончательное падение Деметре произошло в 1668 году. После этого он исчез со страниц истории. В качестве князя Гурии его преемником стал Георгий III Гуриели, до этого пребывавший в изгнании сын его бывшего врага Кайхосро I. Датировка Вахушти Багратиони иногда ставится под сомнение в современной историографии. Так исследователь Давид Хахутаишвили утверждает, что правление Деметре в Гурии должно было закончиться не позднее 1664 года.